# Санзиу
Санзиу (чай) (вьет. Sán Dìu, Trại) — народ на севере Вьетнама численностью около 146 тыс. человек. Языки — санзиу и вьетнамский.

## Происхождение
Санзиу происходят из провинции Гуандун на юге Китая. В начале 17 века они мигрировали в северный Вьетнам. Не ясно, были ли они потомками народа Хань или племенной группой, которая приняла китайскую культуру и кантонский диалект юэского языка.

## Ареал
Большая часть народа санзиу сконцентрирована в провинции Куангнинь. Но также живут в провинциях Бакзянг, Баккан, Тхайнгуен, Виньфук, Туенкуанг и Хайзыонг.

## Язык
Говорят на языке санзиу, родственном катонскому диалекту китайского языка, центральной группы сино-тибетской семьи. Распространён вьетнамский язык.

## Традиционные занятия
Традиционное занятие — пашенное орошаемое земледелие, также развито садоводство и животноводство. Развиты ремёсла — кузнечное, плотницкое, плетение, ткачество.

## Религия
Сохраняют традиционные религиозные представления, распространен культ предков и шаманизм. Есть последователи буддизма и конфуцианства.
Для семей санзиу большой честью является, если их сын станет шаманом или буддистским священником, так как считается, что такие люди входят в контакт с духами и обеспечивают мирное существование семье.

## Поселения
Поселения разбросанные, расположены у подножия гор или на небольших холмах, окружены живой изгородью. Жилище наземное, с двускатной соломенной или черепичной крышей и глинобитными или кирпичными стенами.

## Традиционная одежда
Женская одежда — несшитая юбка, короткая куртка, нагрудник, широкий цветной или белый шёлковый пояс, головная повязка. Мужчины носят западную одежду, на праздниках и церемониях надевают белые брюки, черную рубашку и тюрбан.

## Традиционная еда
Основная пища — блюда из риса и овощей.